# برستون ثيودور كينغ
برستون ثيودور كينغ (بالإنجليزية: Preston King)‏ هو أكاديمي أمريكي، ولد في 3 مارس 1936.